# Diada de Sant Fèlix 2012
La diada castellera de Sant Fèlix del 2012 tingué lloc el dijous 30 d'agost del 2012 a la plaça de la Vila de Vilafranca del Penedès. Les quatre colles participants van ser els Castellers de Vilafranca, la Colla Vella dels Xiquets de Valls, la Colla Jove Xiquets de Tarragona i els Minyons de Terrassa.

## Sorteig d'ordre d'actuació
El 30 de juliol del 2012, just un mes abans de la diada, va celebrar-se el sorteig per decidir l'ordre d'actuació de les quatre colles a la diada de Sant Fèlix. L'acte va tenir lloc al saló de plens de l'Ajuntament de Vilafranca del Penedès i va comptar amb la participació dels administradors de la Festa Major de Vilafranca del Penedès i els caps de colla de les formacions que hi participaran: Manel Urbano, de la Colla Vella dels Xiquets de Valls; Jordi Sentís, de la Colla Jove Xiquets de Tarragona; Albert Pérez, dels Minyons de Terrassa i Pere Almirall, dels Castellers de Vilafranca.

## Colles participants i castells assolits
| Colla                             | 1a ronda | 2a ronda  | 3a ronda | Ronda de repetició | Ronda de pilars |
| --------------------------------- | -------- | --------- | -------- | ------------------ | --------------- |
| Colla Vella dels Xiquets de Valls | 3de9f    | 5de9f(c)  | 4de9f    | —                  | Pde6            |
| Colla Jove Xiquets de Tarragona   | 3de9f    | 4de9f     | 5de8     | —                  | 3 Pde5          |
| Minyons de Terrassa               | 4de9f    | 2de9fm(i) | 3de9f    | 5de8               | 2 Pde5          |
| Castellers de Vilafranca          | 4de9fa   | 3de9fa    | 2de8sf   | —                  | Pde8fm          |

- Llegenda: (f) folre, (sf) sense folre, (m) manilles, (c) carregat, (i) intent, (a) amb l'agulla.